# ガーナ航空
ガーナ航空（Ghana Airways）はガーナ共和国にあった航空会社。1958年より首都アクラに本拠地をおいて運航をしていたが、2004年にすべての路線を閉鎖して会社は清算された。

## 歴史
ガーナ航空は1958年6月4日に設立され、1958年7月15日より西アフリカ航空会社よりガーナを拠点とした国内線と国際線を引き継ぐ形で運航を開始した。しかし、その後国内線は1991年9月に運航が停止された。
2000年代に入ると、ガーナ航空はカナダのスカイサービス航空からエアバスA330を、アメリカ合衆国のワールド・エアウェイズからMD-11をそれぞれチャーターして北米路線の運航に充てた。2003年後半にはメンテナンス上の問題からDC-10を運航できず、ハワイアン航空のDC-10を購入するまで長距離路線の多くを休止せざるを得なくなった。
2004年7月28日からは安全面での理由からアメリカへの乗り入れが禁止され、同年8月13日ガーナ航空の役員会は解散しチケットの販売も行われなくなった。ガーナ航空清算後はガーナ国際航空がガーナ政府とアメリカの個人投資家と提携し航空サービスを展開している。